# Mabea arenicola
Mabea arenicola är en törelväxtart som beskrevs av Hans-Joachim Esser. Mabea arenicola ingår i släktet Mabea och familjen törelväxter. Inga underarter finns listade i Catalogue of Life.